# Championnats du monde de badminton 2017
Navigation
Jakarta 2015 Nankin 2018
Les championnats du monde de badminton 2017, 23e édition de cette compétition, ont lieu du 21 au 27 août 2017 à Glasgow, en Écosse.
C'est une épreuve individuelle. Les compétitions par équipes sont la Thomas Cup et l'Uber Cup qui ont lieu tous les 2 ans les années paires, et la Sudirman Cup, qui se tient également tous les 2 ans mais les années impaires.
En simple hommes, le Danois Viktor Axelsen, 23 ans, s'adjuge le titre, offrant ainsi au Danemark une victoire attendue depuis 20 ans. Il prive le Chinois Lin Dan d'un sixième titre mondial historique. Après 4 finales consécutives perdues face à Lin Dan, le Malaisien Lee Chong Wei, tête de série numéro 2, perd cette fois dès le premier tour face au Français Brice Leverdez.
En simple dames, une Japonaise remporte le titre pour la première fois. Nozomi Okuhara offre à son pays son deuxième titre mondial, le premier ayant été conquis en double dames il y a 30 ans ! 
Le double hommes et le double dames sont remportés par des paires chinoises. Zhang Nan remporte ainsi son 4e titre, le premier en double hommes. Chez les dames, la Chine détient le titre depuis 20 ans.
Le double mixte est remporté par la paire Indonésienne Tontowi Ahmad et Liliyana Natsir, champions olympiques en titre. Cette dernière remporte son 4e titre mondial.

## Lieu de la compétition

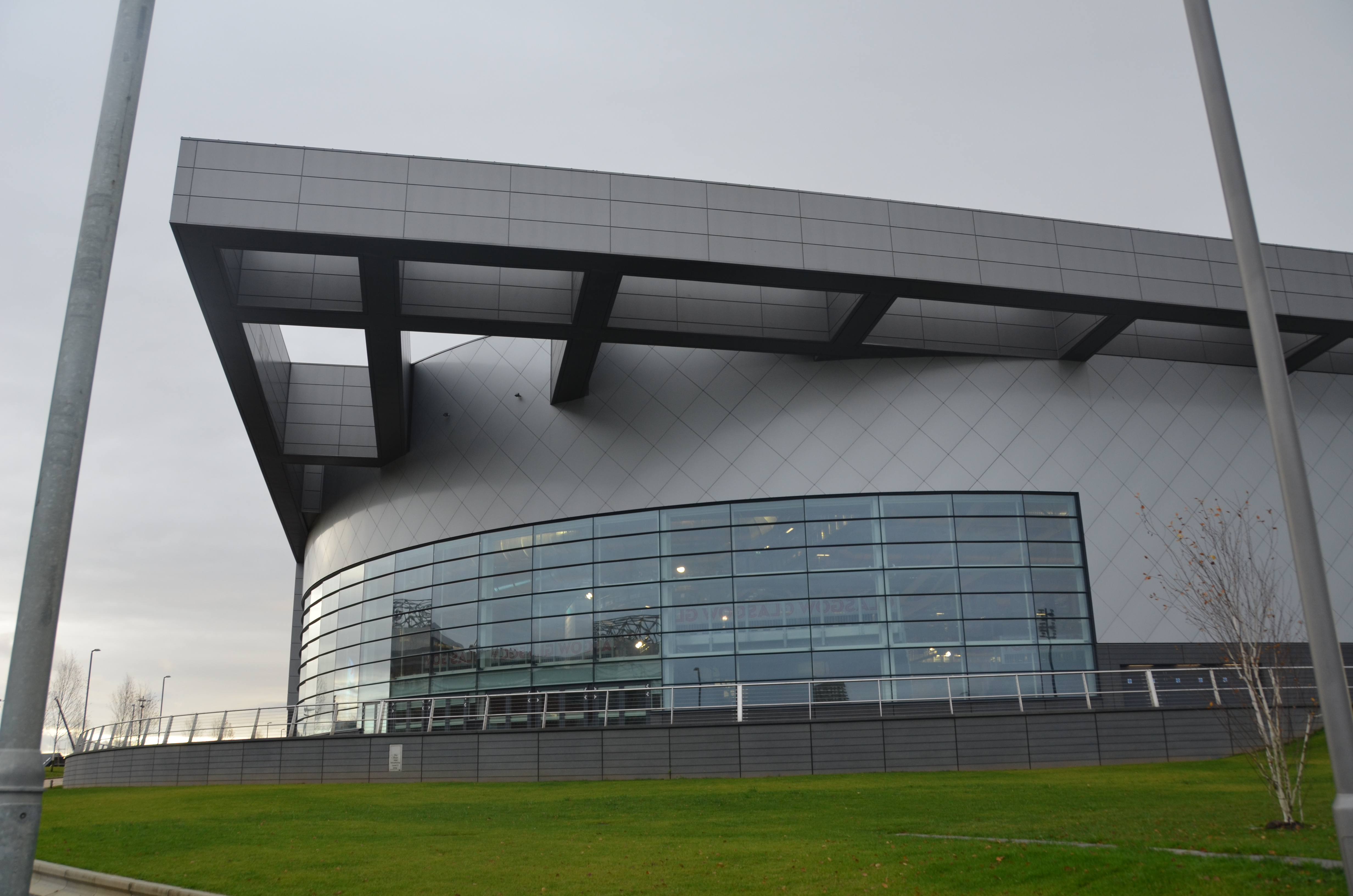
L'Emirates Arena où s'est déroulée la compétition.

Lors du conseil de la BWF qui s'est déroulé en novembre 2014 à Lima au Pérou, Glasgow était candidate à l'organisation de la Sudirman Cup 2017 mais c'est Gold Coast en Australie qui a été choisie. La capitale écossaise a en revanche été retenue pour organiser les Championnats du monde 2017.

## Programme
Toutes les heures sont des heures locales (UTC+0).
| Date    | Heure   | Tour                |
| ------- | ------- | ------------------- |
| 21 août | 11 h 00 | 1er tour            |
| 22 août | 11 h 00 | 1er tour            |
| 22 août | 11 h 00 | 2e tour             |
| 23 août | 11 h 00 | 2e tour             |
| 24 août | 11 h 00 | Huitièmes de finale |
| 25 août | 10 h 00 | Quarts de finale    |
| 26 août | 10 h 00 | Demi-finales        |
| 27 août | 13 h 00 | Finales             |

## Nations participantes
360 joueurs de 43 pays participent à ces championnats. Le nombre entre parenthèses indique le nombre de participants par pays.
- Allemagne (15)
- Angleterre (17)
- Australie (7)
- Autriche (4)
- Belgique (3)
- Brésil (1)
- Bulgarie (4)
- Canada (5)
- Chine (28)
- Corée du Sud (14)
- Croatie (1)
- Danemark (23)
- Écosse (9)
- Égypte (7)
- Espagne (3)
- Estonie (3)
- États-Unis (7)
- Finlande (7)
- France (15)
- Hong Kong (17)
- Hongrie (1)
- Inde (23)
- Indonésie (18)
- Irlande (4)
- Israël (1)
- Italie (5)
- Japon (25)
- Malaisie (12)
- Maurice (4)
- Mexique (1)
- Norvège (1)
- Pays-Bas (9)
- Pologne (5)
- Tchéquie (6)
- Russie (13)
- Sri Lanka (1)
- Suède (6)
- Suisse (4)
- Taipei chinois (22)
- Thaïlande (2)
- Trinité-et-Tobago (1)
- Ukraine (5)
- Zambie (1)

## Résultats

### Podiums
| Épreuve                           | Or                            | Argent                            | Bronze                                  |
| --------------------------------- | ----------------------------- | --------------------------------- | --------------------------------------- |
| Simple hommes résultats détaillés | Viktor Axelsen                | Lin Dan                           | Chen Long                               |
| Simple hommes résultats détaillés | Viktor Axelsen                | Lin Dan                           | Son Wan-ho                              |
| Simple dames résultats détaillés  | Nozomi Okuhara                | Pusarla Venkata Sindhu            | Saina Nehwal                            |
| Simple dames résultats détaillés  | Nozomi Okuhara                | Pusarla Venkata Sindhu            | Chen Yufei                              |
| Double hommes résultats détaillés | Liu Cheng Zhang Nan           | Mohammad Ahsan Rian Agung Saputro | Takeshi Kamura Keigo Sonoda             |
| Double hommes résultats détaillés | Liu Cheng Zhang Nan           | Mohammad Ahsan Rian Agung Saputro | Chai Biao Hong Wei                      |
| Double dames résultats détaillés  | Chen Qingchen Jia Yifan       | Yuki Fukushima Sayaka Hirota      | Misaki Matsutomo Ayaka Takahashi        |
| Double dames résultats détaillés  | Chen Qingchen Jia Yifan       | Yuki Fukushima Sayaka Hirota      | Kamilla Rytter Juhl Christinna Pedersen |
| Double mixte résultats détaillés  | Tontowi Ahmad Liliyana Natsir | Zheng Siwei Chen Qingchen         | Lee Chun Hei Chau Hoi Wah               |
| Double mixte résultats détaillés  | Tontowi Ahmad Liliyana Natsir | Zheng Siwei Chen Qingchen         | Chris Adcock Gabrielle Adcock           |

### Tableau des médailles
| Rang  | Nation       | Or | Argent | Bronze | Total |
| ----- | ------------ | -- | ------ | ------ | ----- |
| 1     | Chine        | 2  | 2      | 3      | 7     |
| 2     | Japon        | 1  | 1      | 2      | 4     |
| 3     | Indonésie    | 1  | 1      | 0      | 2     |
| 4     | Danemark     | 1  | 0      | 1      | 2     |
| 5     | Inde         | 0  | 1      | 1      | 2     |
| 6     | Angleterre   | 0  | 0      | 1      | 1     |
| 6     | Hong Kong    | 0  | 0      | 1      | 1     |
| 6     | Corée du Sud | 0  | 0      | 1      | 1     |
| Total | Total        | 5  | 5      | 10     | 20    |

## Résultats par nations et par tour
Les têtes de série entrent dans la compétition au deuxième tour, sauf en simple hommes, ce qui explique certaines augmentations entre le premier et le deuxième tour (exemple : la Chine aligne 4 joueurs au premier tour et 32 au deuxième).
Il existe des doublons puisque de nombreux joueurs participent à deux épreuves (double hommes / double mixte ou double dames / double mixte).
| Nation            | Premier tour | Deuxième tour         | 1/8e de finale        | 1/4 de finale         | Demi-finale           | Finale                |
| ----------------- | ------------ | --------------------- | --------------------- | --------------------- | --------------------- | --------------------- |
| Allemagne         | 18           | 12                    | Plus de représentants | Plus de représentants | Plus de représentants | Plus de représentants |
| Angleterre        | 14           | 9                     | 5                     | 2                     | 2                     | -                     |
| Australie         | 8            | Plus de représentants | Plus de représentants | Plus de représentants | Plus de représentants | Plus de représentants |
| Autriche          | 4            | 2                     | Plus de représentants | Plus de représentants | Plus de représentants | Plus de représentants |
| Belgique          | 3            | 2                     | Plus de représentants | Plus de représentants | Plus de représentants | Plus de représentants |
| Brésil            | 1            | 1                     | Plus de représentants | Plus de représentants | Plus de représentants | Plus de représentants |
| Bulgarie          | 2            | 3                     | 2                     | Plus de représentants | Plus de représentants | Plus de représentants |
| Canada            | 6            | 2                     | Plus de représentants | Plus de représentants | Plus de représentants | Plus de représentants |
| Chine             | 4            | 32                    | 30                    | 19                    | 11                    | 7                     |
| Corée du Sud      | 4            | 15                    | 14                    | 7                     | 1                     | -                     |
| Croatie           | 1            | 1                     | Plus de représentants | Plus de représentants | Plus de représentants | Plus de représentants |
| Danemark          | 9            | 21                    | 17                    | 7                     | 3                     | 1                     |
| Écosse            | 10           | 3                     | 1                     | 1                     | Plus de représentants | Plus de représentants |
| Égypte            | 7            | Plus de représentants | Plus de représentants | Plus de représentants | Plus de représentants | Plus de représentants |
| Espagne           | 1            | 2                     | 2                     | 1                     | Plus de représentants | Plus de représentants |
| Estonie           | 3            | 2                     | Plus de représentants | Plus de représentants | Plus de représentants | Plus de représentants |
| États-Unis        | 7            | Plus de représentants | Plus de représentants | Plus de représentants | Plus de représentants | Plus de représentants |
| Finlande          | 8            | 1                     | Plus de représentants | Plus de représentants | Plus de représentants | Plus de représentants |
| France            | 19           | 12                    | 1                     | Plus de représentants | Plus de représentants | Plus de représentants |
| Hong Kong         | 15           | 14                    | 7                     | 5                     | 2                     | -                     |
| Hongrie           | 1            | 1                     | Plus de représentants | Plus de représentants | Plus de représentants | Plus de représentants |
| Inde              | 23           | 19                    | 7                     | 3                     | 2                     | 1                     |
| Indonésie         | 11           | 16                    | 10                    | 8                     | 4                     | 4                     |
| Irlande           | 5            | 2                     | 2                     | Plus de représentants | Plus de représentants | Plus de représentants |
| Israël            | 1            | Plus de représentants | Plus de représentants | Plus de représentants | Plus de représentants | Plus de représentants |
| Italie            | 5            | 1                     | Plus de représentants | Plus de représentants | Plus de représentants | Plus de représentants |
| Japon             | 6            | 25                    | 17                    | 9                     | 7                     | 3                     |
| Malaisie          | 8            | 10                    | 2                     | Plus de représentants | Plus de représentants | Plus de représentants |
| Maurice           | 4            | Plus de représentants | Plus de représentants | Plus de représentants | Plus de représentants | Plus de représentants |
| Mexique           | 1            | Plus de représentants | Plus de représentants | Plus de représentants | Plus de représentants | Plus de représentants |
| Norvège           | 1            | Plus de représentants | Plus de représentants | Plus de représentants | Plus de représentants | Plus de représentants |
| Pays-Bas          | 13           | 5                     | Plus de représentants | Plus de représentants | Plus de représentants | Plus de représentants |
| Pologne           | 5            | Plus de représentants | Plus de représentants | Plus de représentants | Plus de représentants | Plus de représentants |
| Tchéquie          | 6            | 2                     | Plus de représentants | Plus de représentants | Plus de représentants | Plus de représentants |
| Russie            | 10           | 10                    | 4                     | Plus de représentants | Plus de représentants | Plus de représentants |
| Sri Lanka         | 1            | Plus de représentants | Plus de représentants | Plus de représentants | Plus de représentants | Plus de représentants |
| Suède             | 7            | 2                     | Plus de représentants | Plus de représentants | Plus de représentants | Plus de représentants |
| Suisse            | 4            | 4                     | Plus de représentants | Plus de représentants | Plus de représentants | Plus de représentants |
| Taipei chinois    | 24           | 23                    | 5                     | 1                     | Plus de représentants | Plus de représentants |
| Thaïlande         | 1            | 2                     | 2                     | 1                     | Plus de représentants | Plus de représentants |
| Trinité-et-Tobago | 1            | Plus de représentants | Plus de représentants | Plus de représentants | Plus de représentants | Plus de représentants |
| Ukraine           | 5            | Plus de représentants | Plus de représentants | Plus de représentants | Plus de représentants | Plus de représentants |
| Zambie            | 1            | Plus de représentants | Plus de représentants | Plus de représentants | Plus de représentants | Plus de représentants |